# 芝加哥白襪
芝加哥白襪（英語：Chicago White Sox）是美國職棒大聯盟的球隊之一，球隊位置在伊利諾州的芝加哥，隸屬於美國聯盟中區，主場保證率球場(Rate Field)從1991年啟用到現在。每年白襪都會和芝加哥小熊（隸屬於國家聯盟）展開風城大戰。
白襪上一次贏得世界大賽冠軍是在2005年，以直落4橫掃休士頓太空人拿下冠軍。

## 歷史

### 創立初期
芝加哥白襪的創辦人查爾斯·科米斯奇，曾是一位職棒球員，在1882年加入聖路易布朗，並在1885年-1888年間以球員兼教練的身份率布朗贏得美國協會冠軍。

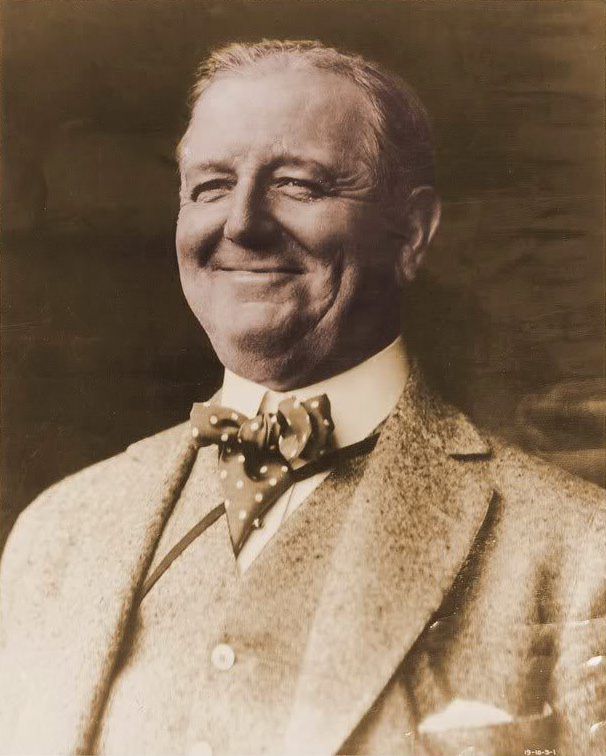
創辦人查爾斯·科米斯奇（攝於1919年）

科米斯基的守備位置是一壘，當時一壘手的守備方式是以單腳踩在壘包上，科敏斯基改變了這種方式，首先以離開壘包一小段距離的方式防守一壘，許多一壘手紛紛起而傚尤，成為後來一壘手的標準守備位置。
在1891年，科敏斯基轉往辛辛那提紅人，並在1893年協助班·強生（Ban Johnson）成立西方聯盟（即後來的美國聯盟）。1895年，科米斯基與紅人的合約到期，強生即協助科米斯基買下在蘇城的一支職棒隊，並搬到聖保羅。1900年，為配合新生的美國聯盟與國家聯盟打對台，科米斯基將球隊搬到伊利諾州的芝加哥並取名為芝加哥白長襪，隨後改名白襪（據說是為了配合報紙的標題欄，因白長襪英文名字（White Stockings）太長了，一行擺不下）。
1901年，美國聯盟正式開打，白襪在第1場比賽以8：2擊敗克里夫蘭印地安人，並進而贏得美聯的第一個冠軍。1906年，白襪再度贏得美聯冠軍並進軍世界大賽，與同屬芝加哥的芝加哥小熊進行史上唯一的一次芝加哥大戰。結果季賽僅93勝的白襪打倒季賽116勝的小熊，拿下隊史第1個世界冠軍。

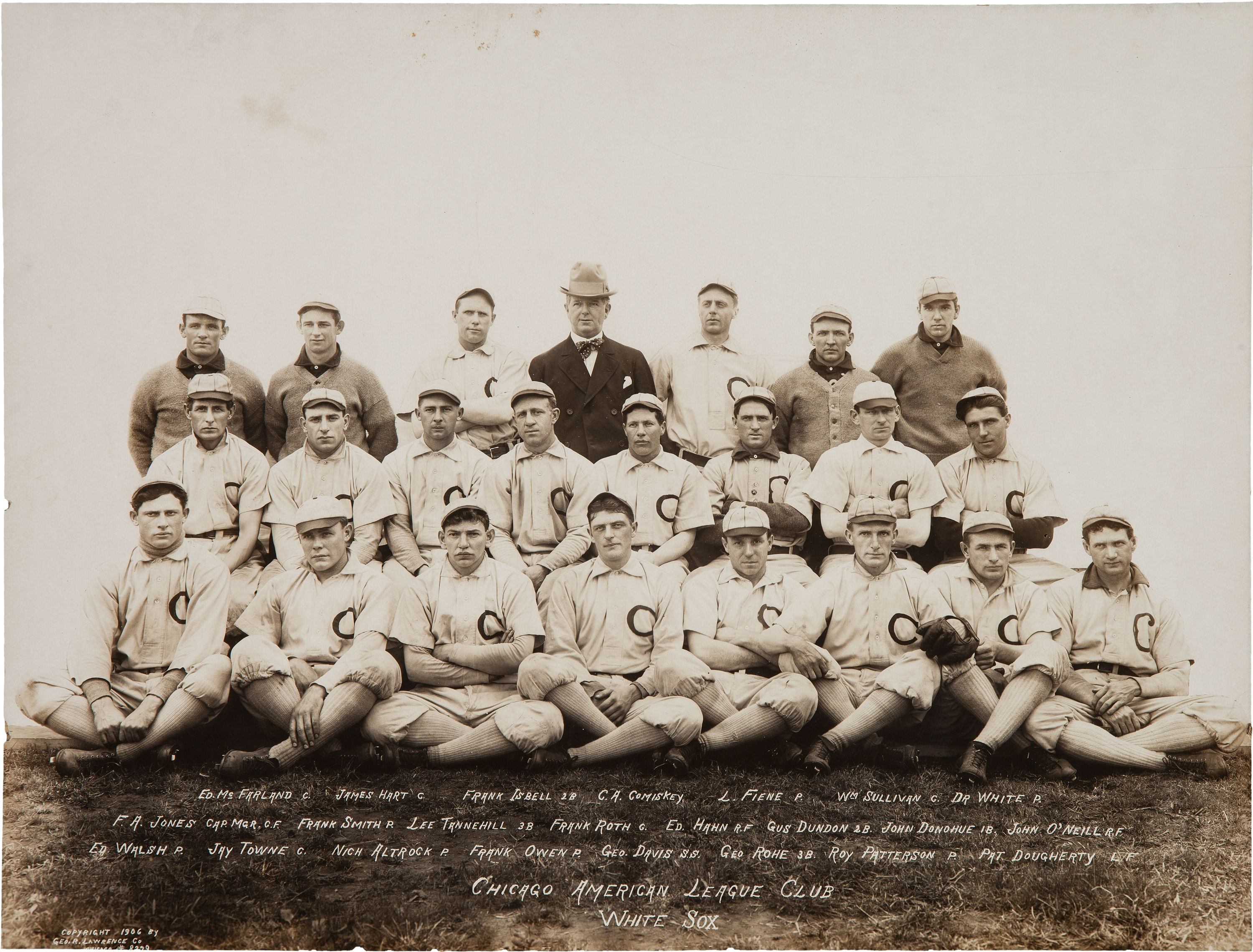
1906年，白襪隊球員與俱樂部的創辦人查爾斯·科米斯奇合影。

### 黑襪事件

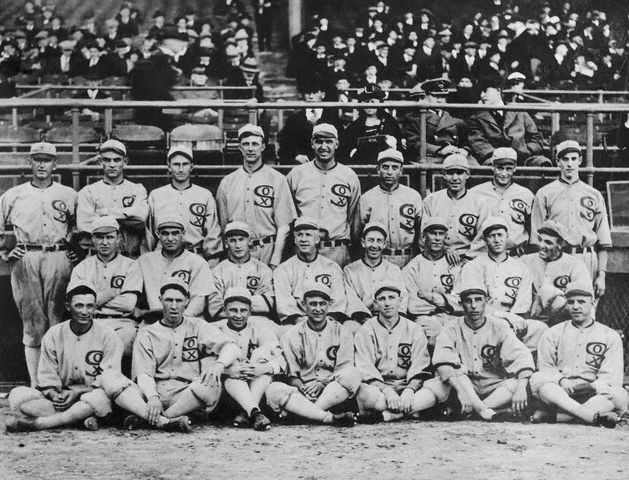
1919年的芝加哥白襪。

1910年，新球場科米斯基體育場（Comiskey Park）開幕，白襪在這裡共進行了80年的比賽，直到1990年才功成身退。1917年，白襪以隊史最高的100勝晉級世界大賽，同時擊退紐約巨人，奪下第2個世界冠軍。1919年的白襪幾乎是1917年冠軍隊的原班人馬，他們再度打入1919年世界大賽，卻以3勝5敗（九戰五勝制）輸給紅人。白襪在大賽中顯得死氣沉沉，毫無季賽時的鬥志，於是球員收受賄款的謠言不脛而走。一年後，白襪8名球員公開承認他們因不滿老闆科米斯基對球員過於苛刻（薪水和獎金都比其他球隊少），在世界大賽前拿了賭徒的賄款而在比賽中放水。消息一出舉世譁然，這8名球員雖然被法院判決無罪，但在1921年仍被大聯盟裁定終身禁賽，而1919年的白襪也被人譏為黑襪隊（Black Sox），這是史上著名的黑襪事件（Black Sox Scandal）。

### 1922年－1980年

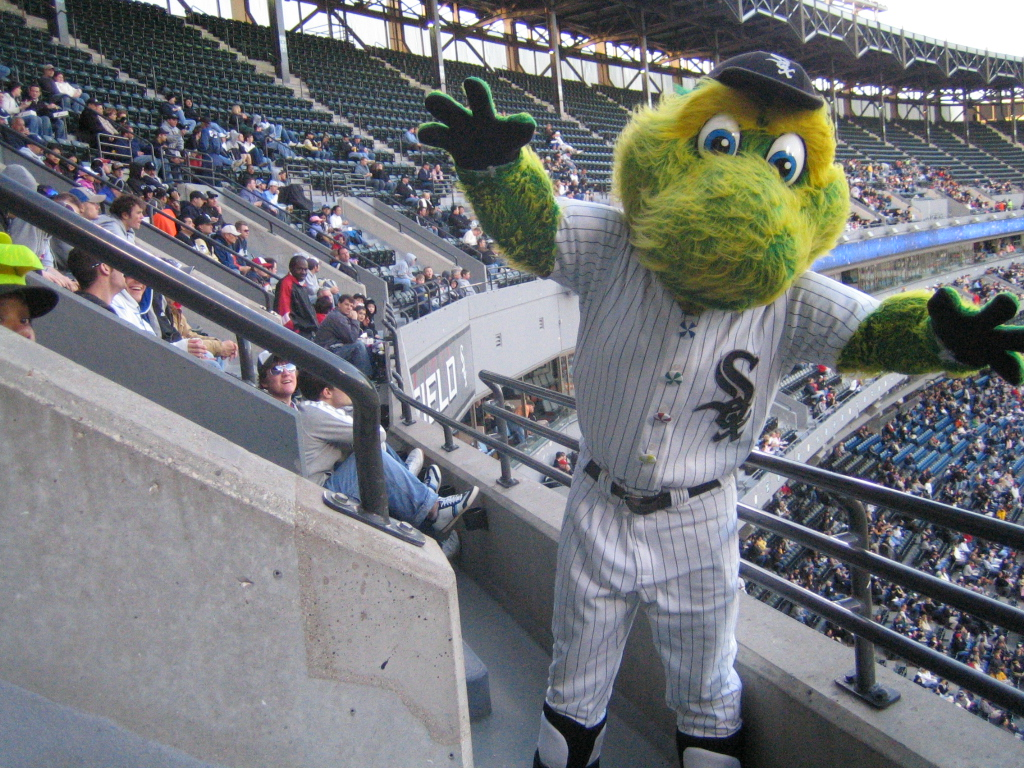
Southpaw

經歷了賭博風雨的白襪元氣大傷，直到1959年才重返世界大賽。1922年，菜鳥投手Charlie Robertson投出隊史上唯一1場完全比賽，以2：0擊敗底特律老虎。1931年，科米斯基過世，其子J. Louis Comiskey繼承遺產，成為白襪新老闆。Louis開始積極重建白襪。1933年，白襪主場科米斯基體育場舉辦第一屆的大聯盟明星賽，美聯明星擁有的打擊火線包括：貝比·魯斯（紐約洋基，生涯打擊率0.342）、盧·賈里格（洋基，生涯打擊率0.340）、吉米·法克斯（費城運動家，生涯打擊率0.325）和Al Simmons（白襪，生涯打擊率0.334）。最後以4：2擊敗國聯。1939年，白襪進行科米斯基體育場的首場夜間比賽，老闆J. Louis在同一年過世，遺孀Grace Comiskey在1941年被選為白襪球團總裁。1946年，為白襪效力21年(1923年-1946年，中間因二戰缺席兩年)立下不少汗馬功勞的蝴蝶球名將Ted Lyons退休，生涯260勝為白襪隊投手中的隊史紀錄。1948年，外野手Pat Seerey對運動家的比賽時，單場擊出4支全壘打，創下隊史紀錄。1950年，在白襪度過20年（1930年－1950年）職棒生涯的游擊手Luke Appling退休，他出賽2422場比賽，打擊8856次，共擊出2749支安打，居白襪隊史之冠。與前者的Ted Lyons一樣，因為白襪長年孱弱的戰績使的終身並未有季後賽的經驗。
進入1950年代後的白襪，實力逐漸增強，勝率也回升到五成以上。1951年，白襪第一個黑人球員Minnie Minoso首度登上大聯盟舞台，並在第1個打席便轟出全壘打。同一年，白襪觀眾人數首度突破一百萬人。1955年，白襪以29-6大敗運動家，寫下隊史最高得分紀錄。1956年，游擊手Luis Aparicio獲選美聯最佳新人。1958年底，Bill Veeck從科米斯基家族手中取得白襪的主要擁有權，Veeck引進了在球場放煙火，設置五光十色的計分板，在球衣背後繡上球員名字等吸引球迷的方法。這個措施使白襪在1959年突破一百四十萬球迷人次，同時奪得40年來第一個美聯冠軍，但在世界大賽中不敵道奇。二壘手Nellie Fox獲選為美聯MVP，投手Early Wynn（22勝10負）則獲得最佳投手賽揚獎。
在60、70年代，白襪的最高名次僅到第二名，均與季後賽無緣，但在1963年及1966年分別有投手Gary Peters（19勝8負）和外野手Tommie Agee（22支全壘打，86分打點）獲得美聯最佳新人獎。1971年，三壘手Bill Melton以33支全壘打成為白襪隊史第一位在美聯稱冠的全壘打王。1972年，一壘手Dick Allen獲選美聯MVP。1977年，全隊共擊出192支全壘打，創下隊史紀錄，強大的打擊火力使他們贏得"城南殺手"（South Side Hitmen）的外號。

### 1980年－2000年
1981年初，Jerry Reinsdorf與Eddie Einhorn入主白襪，為球隊帶來新的希望。1983年，白襪以99勝63敗，領先第二名足足20場勝差進入季後賽。外野手Ron Kittle以35支全壘打，100分打點贏得美聯最佳新人獎，投手La marr Hoyt以聯盟最佳的24勝10敗奪下賽揚獎，總教練托尼·拉·魯薩則獲得個人第一個 年度最佳教練獎 （他後來在運動家又拿到兩次，在紅雀一次）。可惜白襪在美聯冠軍賽中被巴爾的摩金鶯擊敗。1984年，球迷人數連續兩年突破兩百萬人次，白襪與密爾瓦基釀酒人在5月間打了一場25局的比賽，寫下美聯最長比賽的紀錄，白襪最後以5：4獲勝。
1990年季賽結束後，科米斯基體育場也功成身退，將最老球場的頭銜讓給波士頓的芬威球場（1912年啟用）。該年白襪以94勝68敗居分區第二，是1983年以來成績最好的一年。1991年，新球場新科米斯基公園（New Comiskey Park，現改名為美國行動通訊球場【U.S. Cellular Field】）啟用，全年共吸引破紀錄的2,934,154球迷人次到場看球。1993年，白襪再以94勝68敗奪下分區冠軍，但也再次在美聯冠軍賽中落敗。一壘手"重傷害"法蘭克·湯瑪斯以41支全壘打，128分打點獲選為美聯MVP，投手Jack McDowell（22勝10敗）則贏得賽揚獎。1994年，白襪依舊聲勢凌厲，在新的美聯中區排名第一，可惜球季因球員罷工而中斷。同一年，因NBA飛人麥可·喬登加入白襪小聯盟的男爵隊(Barons，2A)，而轟動整個職業體壇。1995年，三壘手Robin Ventura 成為第8位單場擊出兩支滿貫全壘打的球員，1996年，湯瑪斯擊出個人第215號全壘打，成為白襪的新全壘打王，湯瑪斯同時在次年以3成47打擊率勇奪美聯打擊王頭銜。
2000年，白襪游擊手Jose Valentin打出完全打擊，是隊史第5位有此表現的球員，全隊也以總得分978分寫下隊史新紀錄。同一年，白襪在群雄並起的中區出線，重返季後賽，可惜在第一輪被西雅圖水手橫掃出局。2001年，外野手荷西·坎塞柯達到生涯400支全壘打、200次盜壘的里程碑，是聯盟史上第9人。2002年是白襪總教練Jerry Manuel接掌兵符的第5年，白襪連續三年勝率達到5成以上（2000年－2002年），他也是自托尼·拉·魯薩（1979年－1986年）後，白襪任職最久的總教頭。

### 2005年－至今
2005年，白襪以99勝63敗的成績繼2000年之後拿下第二個美聯中區冠軍，第一輪以直落3橫掃衛冕軍波士頓紅襪，在美聯冠軍賽再以4勝1負淘汰洛杉磯天使，世界大賽以直落4橫掃首度打進世界大賽的休士頓太空人，白襪繼1917年之後拿下第3座世界大賽冠軍。
2008年，第三度拿到美聯中區冠軍，在首輪以1勝3負被坦帕灣光芒淘汰出局。
2016年，白襪總教練Robin Ventura因未把球隊戰績提升宣布辭職，留下375勝435敗成績，由板凳教練Rick Renteria來協助球隊重建，也把陣中主力都交易走宣告重建。
2020年，白襪隊自2008年以來首次進入季後賽，在因新冠疫情大流行而縮短的賽季中取得35勝25負的戰績，但在外卡系列賽以1:2中輸給了奧克蘭運動家隊。
2021年，白襪總經理Rick Hahn宣布與總教練Rick Renteria分道揚鑣，最終請回曾帶過白襪隊的棒球名人堂教練托尼·拉·魯薩二度回鍋。第四度拿到美聯中區冠軍。美聯分區賽以1勝3敗輸給太空人淘汰。
2022年11月3日，白襪正式宣布聘請堪薩斯市皇家板凳教練Pedro Grifol擔任總教練，另外同時宣布前多倫多藍鳥總教練Charlie Montoyo擔任板凳教練。
2024年8月8日，白襪基於球隊連敗場次超過15場，正式宣布開除總教練Pedro Grifol。11月1日，正式宣布前德州遊騎兵副總教練威爾·凡納伯為總教練。

## 棒球名人堂球員
| - 羅伯托·阿勒瑪 - 路易斯·阿帕里西歐 - 路克·艾普林 - 哈洛德·貝恩斯 - 契夫·班德 - 史提夫·卡爾頓 - 艾迪·柯林斯 - Charles Comiskey - 喬治·戴維斯 - Larry Doby - Hugh Duffy - 強尼·艾佛斯 - 瑞德·法伯 - 卡爾頓·費斯克 - 內利·法克斯 - 古斯·高薩吉 - 小肯·葛瑞菲 - Clark Griffith |  | - 哈利·胡珀 - 喬治·凱爾 - 托尼·拉·魯薩 - 鮑伯·雷蒙 - 艾爾·羅培茲 - 泰德·萊恩斯 - 艾德·勞許 - 瑞德·拉芬 - 羅恩·桑托 - 雷·沙爾克 - 湯姆·西佛 - 艾爾·西蒙斯 - 法蘭克·湯瑪斯 - 吉姆·湯米 - Bill Veeck - 艾德·沃爾許 - Hoyt Wilhelm - 厄里·溫恩 |

- 粗體字表示球員以白襪球員身分進入名人堂

## 退休號碼
- 2 內利·法克斯
- 3 哈洛德·貝恩斯
- 4 路克·艾普林
- 9 Minnie Miñoso
- 11 路易斯·阿帕里西歐
- 14 保羅·柯諾可
- 16 泰德·萊恩斯
- 19 比利·皮爾斯
- 35 法蘭克·湯瑪斯
- 42 傑基·羅賓森
- 56 馬克·柏利
- 72 卡爾頓·費斯克

## 附属小联盟球队
- 3A：夏洛特骑士 (Charlotte Knights), 国际联盟 (International League)
- 2A：伯明翰男爵 (Birmingham Barons), 南方联盟 (Southern League)
- 高階1A：温斯顿/蕯勒姆疣猪 (Winston-Salem Warthogs), 卡罗莱纳联盟 (Carolina League)
- 1A：坎那波利斯威吓者 (Kannapolis Intimidators), 南大西洋联盟 (South Atlantic League)
- 新人聯盟：布利斯托白袜 (Bristol White Sox), 湾岸联盟 (Appalachian League)
- 新人聯盟：大瀑布市白袜 (Great Falls White Sox), 先锋联盟 (Pioneer League)

## 外部連結
- 芝加哥白襪官方網站 （页面存档备份，存于）（英文）
- 芝加哥白襪的Facebook專頁
- 芝加哥白襪的Instagram帳戶
- 芝加哥白襪的X（前Twitter）
- YouTube上的芝加哥白襪頻道

| 獎項                       | 獎項                        | 獎項                                    |
| -------------------------- | --------------------------- | --------------------------------------- |
| 前任： 紐約巨人 波士頓紅襪 | 世界大赛冠军 1906 1917 2005 | 繼任： 芝加哥小熊 波士頓紅襪 聖路易紅雀 |